# Chalarus triramosus
Chalarus triramosus är en tvåvingeart som beskrevs av José Albertino Rafael 1990. Chalarus triramosus ingår i släktet Chalarus och familjen ögonflugor. Inga underarter finns listade i Catalogue of Life.